# سلام ضاهر
سلام ضاهر (مواليد 1967) عامل دفاع مدني لبناني كان هدفا لاتهامات من قبل المدونين في أعقاب الغارة الجوية الإسرائيلية على قانا في 30 يوليو 2006 حيث أظهرت الصور التي نشرت على نطاق واسع إزالته أطفالا ميتين من أنقاض منزل ضربه هجوم إسرائيلي.

## الخلفية
ولد ضاهر في عام 1967 في بلدة مرجعيون في جنوب لبنان ذات الأغلبية المسيحية وبدأ العمل كمتطوع للدفاع المدني في سن الثانية عشرة. في عام 1986 خلال حرب لبنان 1982 والحرب الأهلية اللبنانية 1975-1990 انضم إلى خدمة الدفاع المدني في وزارة الداخلية اللبنانية كمتدرب وعمل في طريقه إلى الرتب. كان مسقط رأسه في صميم الصراع بين 1982 و 2000 حيث كانت مقر ميليشيا جيش لبنان الجنوبي الموالية لإسرائيل وهاجمت المليشيات الفلسطينية مرارا وتكرارا خلال الحرب الأهلية وبعد ذلك من قبل ميليشيا حزب الله أثناء احتلال إسرائيل لجنوب لبنان. انتقل إلى مدينة صور الساحلية عام 1996 حيث كان تأثير حزب الله أضعف بكثير (تدار المدينة من قبل منافس حزب الله العلماني حركة أمل). بحلول وقت حرب لبنان 2006 كان يعمل كرئيس عمليات الدفاع المدني في صور والمنطقة المحيطة بها بما في ذلك قانا.
وصف نفسه بأنه المستجيب الأول «وغالبا ما يكون الشخص الذي يأخذ المكالمة الهاتفية تنبيه الدفاع المدني إلى حالة الطوارئ وانه غالبا ما يكون جزءا من الفريق الأول للوصول إلى الموقع». بحسب وكالة أسوشييتد برس التي قابلته: «عندما تضرب القنابل يقوم بسباق سيارات الإسعاف على طول الطرق الضيقة في البلاد ويحفر عن طريق الأنقاض ويحاول إنقاذ الحياة من المباني المسطحة».
ذكرت وسائل الإعلام في العديد من المناسبات قبل الغارة الجوية على قانا في 30 يوليو 2006. ذكرت قناة الجزيرة وصحيفة ذا ديلي ستار اللبنانية والعديد من المنظمات الإعلامية الأخرى أرقام إصاباته في حوادث سابقة في الحملة الإسرائيلية. شوهد من قبل في صور موسعة على نطاق واسع لمجزرة قانا التي وقعت عام 1996 وقتل فيه 106 أشخاص وأصيب 116 آخرون في هجوم إسرائيلي. في تلك المناسبة تم تصويره يحمل الجثة المشوهة لطفل قتل في الهجوم.

## الجدل حول قانا
في 30 يوليو 2006 كان ضاهر حاضرا في مسرح تفجير قانا الذي وقع على بعد حوالي 12 كيلومترا من مكتبه في صور وتم تصويره هناك من قبل وسائل الإعلام الدولية. صورت له صور يحمل أطفالا ميتين بعيدا عن موقع التفجير في حين يرتدي الخوذة الخضراء التي أدت إلى لقبه. أصدر عددا كبيرا من ضحايا الخسائر في التفجير الذي وقع في قانا. ذكر 51 حالة وفاة بما في ذلك 22 طفلا على الرغم من أن تقارير لاحقة نقحت هذا إلى رقم أقل من 28 بينهم 16 طفلا.
أدت الصور ومقاطع الفيديو لعام 2006 إلى عدد من المواقع الإلكترونية التي توصف ضاهر ب«الخوذة الخضراء» في إشارة إلى قبعاته المميزة واتهمه بأنه عضو في حزب الله واستخدام الهيئات لأغراض الدعاية. نشر أحد المواقع على شبكة الإنترنت شريط فيديو أكد أنه أظهر ضاهر ترتيب لجسم الطفل ليتم نقله من سيارة إسعاف ليتم عرضها للمصورين. أكد الكاتب البريطاني ريتشارد نورث أن ضاهر قد سيطر على المشهد «لتوحيد فرص صور كاذبة مع الجثث». اعترف نورث في وقت لاحق إلى جيفرسون مورلي من صحيفة واشنطن بوست أنه لا يوجد لديه دليل على أن ضاهر كان متصلا بحزب الله وكما قال: «كل ما يجب أن أذهب هو غريزة الأمعاء».
نفت كل من وكالة أنباء أسوشييتد برس ورويترز ووكالة فرانس برس التي التقط مصوروها صور الخوذة الخضراء أن الصور من قانا قد نظمت. رفض مصور صحيفة واشنطن بوست مايكل روبنسون شافيز الادعاءات بالتعليق قائلا: «كل شخص ميت وكثير منهم من الأطفال ولم يتم إنشاء أي شيء ولم تكن هناك صور يمكن تغييرها مع عشرات المصورين هناك». استعرضت أمينة المظالم في واشنطن بوست ديبورا هاول الصور التي نشرتها الصحيفة وذكرت أنها «لم تظهر أي تلاعب واضح».
في النهاية تمكنت وكالة أسوشيتد برس من التعرف على الخوذة الخضراء كسلام ضاهر ومقابلته مرتين. نفى بشدة أن يكون له علاقة بحزب الله مشيرا إلى أن ادعاءات المدونات ليست صحيحة وأنه لا ينتمي إلى أي طرف. وقال للوكالة: "أنا مجرد عامل دفاع مدني وقد فعلت هذا العمل طوال حياتي". تعليقا على عرضه لبعض الجثث في قانا قال: "لقد حملت الطفل لكنني كنت أقول "انظروا إلى من يقتل الإسرائيليون وهم من الأطفال وليسوا مقاتلين وليس لديهم بنادق وهم أطفال ومدنيون يقتلون". قال لوكالة أنباء أسوشييتد برس أنه ليس لديه ندم أو اعتذارات: "أردت أن يعرف الناس من يموتون وقالوا أنهم يقتلون المقاتلين وقتلوا الأطفال".
في 13 أغسطس 2006 أفادت التقارير بأن ضاهر أصيب بجروح طفيفة في هجوم إسرائيلي بالقرب من مستشفى في صور قبل وقت قصير من بدء نفاذ وقف إطلاق النار بوساطة من الأمم المتحدة في النزاع.